# 던개넌 사우스티론 구

던개넌 사우스티론 구의 위치

던개넌 사우스티론 구(영어: Dungannon and South Tyrone, 아일랜드어: Buirg Dhún Geanainn agus Thír Eoghain Theas)는 2015년까지 존재했던 북아일랜드의 옛 구였다. 행정 중심지는 던개넌이며 면적은 315km2, 인구는 56,400명(2010년 기준), 인구 밀도는 109명/km2이다.

## 구 정보
- 행정 중심지: 던개넌
- 면적: 315km2
- 인구: 56,400명 (2010년 기준)
- 인구 밀도: 109명/km2
- ISO 3166-2 코드: GB-DGN
- ONS 코드: 95M
- 종교 분포: 천주교 60.8%, 개신교 38.2%

## 같이 보기
- 북아일랜드의 행정 구역